# Jodi Benson
Jodi Marie Marzorati, coniugata Benson (Rockford, 10 ottobre 1961), è una cantante, attrice e doppiatrice statunitense.
È conosciuta soprattutto per aver doppiato il personaggio di Ariel nel film Disney La sirenetta.

## Biografia
Jodi Benson nasce Marzorati a Rockford, Illinois. Frequenta la Boylan Catholic High School e la Millikin University, in seguito si trasferisce nel nord della Georgia con il marito, il cantante Ray Benson (sposato nel 1984) e i due figli: McKinley (1999) e Delaney (2001).
È ben conosciuta per aver prestato la sua voce alla protagonista del cartone Disney La sirenetta oltre che nei vari altri film della serie. Dal 2001 al 2004, ha ripreso il ruolo di Ariel nella serie House of Mouse - Il Topoclub, dove presta la voce anche ad un'altra principessa, Belle. Dal 2002 al 2006, invece, ha di nuovo doppiato Ariel per la serie di videogiochi Kingdom Hearts.
Jodi Benson doppiò un altro personaggio tratto da una favola di Hans Christian Andersen, Pollicina. Cantò molte canzoni, incluso il duetto con Gary Imhoff in Let me be your wings (Le tue alì io sarò). Ha anche doppiato il computer parlante Weebo nel film Flubber - Un professore fra le nuvole.
Come attrice è apparsa nel film Come d'incanto nel ruolo della segretaria di Patrick Dempsey. In una scena dello stesso film, si sente in sottofondo la musica della canzone che Jodi Benson ha cantato quando ha doppiato Ariel. Nel 2018, è tornata a doppiare Ariel nel film Ralph spacca Internet, sequel del classico Disney Ralph Spaccatutto. Nel 2023 appare in un cameo del live action La sirenetta come una venditrice al mercato che incontra Ariel e Eric durante un loro giro nel regno.

## Filmografia parziale

### Attrice
- Come d'incanto (Enchanted), regia di Kevin Lima (2007)
- La sirenetta (The Little Mermaid), regia di Rob Marshall (2023) (cameo)

### Doppiatrice
- La sirenetta (The Little Mermaid), regia di Ron Clements e John Musker (1989)
- La sirenetta - Le nuove avventure marine di Ariel (The Little Mermaid) - serie TV (1992-1994)
- Thumbelina - Pollicina (Thumbelina), regia di Don Bluth e Gary Goldman (1994)
- Flubber - Un professore fra le nuvole (Flubber), regia di Les Mayfield (1997)
- Bear nella grande casa blu (Bear in the Big Blue House) - serie TV (1997-1999)
- Toy Story 2 - Woody e Buzz alla riscossa (Toy Story 2), regia di John Lasseter e Ash Brannon (1999)
- La sirenetta II - Ritorno agli abissi (The Little Mermaid II: Return to the Sea), regia di Jim Kammerud e Brian Smith (2000)
- Giuseppe - Il re dei sogni (Joseph: King of Dreams), regia di Rob LaDuca e Robert Ramirez (2000)
- Lilli e il vagabondo II - Il cucciolo ribelle (Lady and the Tramp II: Scamp's Adventure), regia di Darrell Rooney e Jeannine Roussel (2000)
- Il bianco Natale di Topolino - È festa in casa Disney (Mickey's Magical Christmas: Snowed in at the House of Mouse), regia di Tony Craig (2001)
- Balto - Il mistero del lupo (Balto: Wolf Quest), regia di Phil Weinstein (2002)
- House of Mouse - Il Topoclub (House of Mouse) - serie TV, 3 episodi (2001-2002)
- La carica dei 101 II - Macchia, un eroe a Londra (101 Dalmatians II: Patch's London Adventure), regia di Jim Kammerud e Brian Smith (2002)
- Balto - Sulle ali dell'avventura (Balto III: Wings of Change), regia di Phil Weinstein (2004)
- Metal Gear Solid 3: Snake Eater - videogioco (2004)[4]
- La sirenetta: Quando tutto ebbe inizio (The Little Mermaid: Ariel's Beginnings), regia di Peggy Holmes (2008)
- Metal Gear Solid: Peace Walker - videogioco (2010)[4]
- Toy Story 3 - La grande fuga (Toy Story 3), regia di Lee Unkrich (2010)
- Vacanze hawaiiane (Hawaiian Vacation), regia di Gary Rydstrom - cortometraggio (2011)
- Marco e Star contro le forze del male (Star vs. the Forces of Evil (SvtFoE)), serie TV (2015-in corso)
- Ralph spacca Internet (Ralph Breaks the Internet), regia di Phil Johnston e Rich Moore (2018)

## Doppiatrici italiane
- Roberta Greganti in Come d'incanto

Da doppiatrice è sostituita da:
- Paola Valentini in La sirenetta - Le nuove avventure marine di Ariel, La sirenetta II - Ritorno agli abissi, Lilli e il vagabondo II - Il cucciolo ribelle, House of Mouse - Il Topoclub, Il bianco Natale di Topolino - È festa in casa Disney, La sirenetta - Quando tutto ebbe inizio, Sofia la principessa, Ralph spacca Internet (parte parlata)
- Renata Fusco in La sirenetta II - Ritorno agli abissi, Giuseppe - Il re dei sogni, Lilli e il vagabondo II - Il cucciolo ribelle, Il bianco Natale di Topolino - È festa in casa Disney (parte cantata)
- Claudia Gerini in Toy Story 3 - La grande fuga, Vacanze hawaiiane
- Simona Patitucci in La sirenetta
- Tanaquilla Leonardi in La sirenetta - Le nuove avventure marine di Ariel (parte cantata)
- Marjorie Biondo in Thumbelina - Pollicina
- Antonella Rendina in Flubber - Un professore fra le nuvole
- Cristina Giachero in Toy Story 2 - Woody e Buzz alla riscossa
- Georgia Lepore in Giuseppe - Il re dei sogni (parte parlata)
- Barbara De Bortoli in House of Mouse - Il Topoclub (Belle)
- Alessandra Cassioli in Aladdin: La vendetta di Nasira
- Lisa Mazzotti in Balto - Il mistero del lupo
- Chiara Colizzi in La carica dei 101 II - Macchia, un eroe a Londra (parte parlata)
- Gabriella Scalise in La carica dei 101 II - Macchia, un eroe a Londra (parte cantata)
- Sonia Mazza in Balto - Sulle ali dell'avventura
- Anna Lana in Camp Lazlo
- Germana Pasquero in Camp Lazlo
- Giulia Luzi in La sirenetta - Quando tutto ebbe inizio (parte cantata)
- Benedetta Boschi in Once Upon a Studio